# مهدی حسن (روزنامه‌نگار)
مهدی رضا حسن (انگلیسی: Mehdi Hasan؛ زادهٔ ۱۰ ژوئن ۱۹۷۹ (۴۵–۴۶ سال) روزنامه‌نگار، مجری تلویزیونی و نویسندهٔ بریتانیایی و بنیان‌گذار شرکت رسانه‌ای زیتئو (Zeteo) با گرایش مترقی بریتانیایی-آمریکایی است.
او مجری برنامه «نمایش مهدی حسن» در پلتفرم پیکاک از اکتبر ۲۰۲۰ و در شبکه MSNBC از فوریه ۲۰۲۱ تا زمان لغو این برنامه در نوامبر ۲۰۲۳ بود. در آخرین پخش این برنامه در تاریخ ۷ ژانویه ۲۰۲۴، او اعلام کرد که از شبکه MSNBC جدا می‌شود. در فوریه ۲۰۲۴، حسان به عنوان ستون‌نویس به روزنامه گاردین پیوست.
حسن از نویسندگان بیوگرافی اد میلیبند و دبیر سیاسی نسخهٔ بریتانیایی هافینگتن پست است. او به عنوان دفاع از اسلام تاکنون چند مناظره با استادان دانشگاه مخالف اسلام انجام داده است و با صراحت کلام و اطلاعاتی که دارد بسیاری از طرف‌های مقابل مناظرات را در برنامه‌های زنده تلویزیونی یا آمفی‌تئاترهای دانشگاه‌ها مطرح به چالش کشیده است. یکی از مناظرات وی راجع به موضوع «آیا مسلمانان تروریست هستند» در دانشگاه آکسفورد برگزار شد و استادان دانشگاه رو به رویش (دانیل جانسون، پیتر اتکینز) را به چالش بزرگی انداخت به گونه‌ای که باعث تشویق حضار شد او با پیش زمینهٔ هندی بریتانیایی، مجری برنامه‌های مختلفی در الجزیره انگلیسی است.
او در سال ۲۰۱۵ به واشینگتن دی سی نقل مکان کرد تا به‌طور تمام وقت برای برنامهٔ آپفرانت الجزیره کار کند.
حسن که فارغ‌التحصیل کالج کرایست‌چرچ آکسفورد است، فعالیت حرفه‌ای خود در تلویزیون را به عنوان محقق و سپس تهیه‌کننده در برنامه جاناتان دیمبلبی در شبکه ITV آغاز کرد. پس از مدتی همکاری با برنامه «نمایش سیاسی» شبکه بی‌بی‌سی، او به عنوان معاون تهیه‌کننده اجرایی برنامه صبحگاهی سانرایز شبکه اسکای مشغول به کار شد و سپس به شبکه چنل ۴ رفت و به عنوان ویراستار بخش اخبار و امور جاری این شبکه فعالیت کرد. در سال ۲۰۰۹، او به عنوان ویراستار ارشد بخش سیاسی مجله نیو استیتسمن منصوب شد. در سال ۲۰۱۲، او مجری شبکه خبری انگلیسی‌زبان الجزیره شد و در سال ۲۰۱۵ به واشینگتن دی‌سی نقل مکان کرد تا به صورت تمام‌وقت برای برنامه آپ‌فرانت (UpFront) الجزیره کار کند و همچنین از سال ۲۰۱۸ تا ۲۰۲۰ میزبان پادکست دیکانستراکتد (Deconstructed) تولیدشده توسط نشریه آنلاین اینترسپت بود.
حسن نویسنده کتاب «هر بحثی را ببر» و یکی از نویسندگان مشترک زندگی‌نامه اد میلیبند، رهبر سابق حزب کارگر بریتانیا، است. او پیش‌تر ویراستار سیاسی نسخه بریتانیایی هافینگتون پست بود و مجری برنامه‌های الجزیره انگلیسی از جمله کافه، رو در رو (Head to Head) و آپ‌فرانت بود. حسن در ژوئن ۲۰۲۴ بار دیگر به عنوان مجری برنامه رو در رو بازگشت.
او در فوریه ۲۰۲۴ شرکت رسانه‌ای دیجیتال زیتئو نیوز را تأسیس کرد.

## زندگی‌نامه
حسن در سوئیندون، در شهرستان ویلتشر در جنوب غربی انگلستان، از والدین شیعه مسلمانی که اصالتاً از حیدرآباد در آندرا پرادش، جنوب هند بودند، متولد شد. حسن در مدرسه خصوصی مرچنت تیلرز، یک مدرسه روزانه مستقل برای پسران در سندی لاج، در منطقه سه رودخانه هرتفوردشر، نزدیک شهر نورث‌وود در شمال غربی لندن تحصیل کرد. حسن و ریز احمد، بازیگر و رپر بریتانیایی، همکلاسی بودند.
سپس حسن در کالج کرایست‌چرچ دانشگاه آکسفورد تحصیل کرد و در سال ۲۰۰۰ با مدرک کارشناسی هنر (BA) در رشته فلسفه، سیاست و اقتصاد (PPE) فارغ‌التحصیل شد.
حسن متاهل است. او و همسرش دو دختر دارند. او در تاریخ ۹ اکتبر ۲۰۲۰ با اخذ تابعیت، شهروند ایالات متحده شد.